# FGF3
FGF3‏ (Fibroblast growth factor 3) هوَ بروتين يُشَفر بواسطة جين FGF3 في الإنسان.